# Aeroportul Kirakira
Aeroportul Kirakira (IATA: IRA, ICAO: AGGK) este un aeroport din Makira-Ulawa Province⁠(d), Insulele Solomon.
Situat la o altitudine de 9 m, aeroportul dispune de o singură pistă.